# Milena Sens
Milena Jaqueline Sens (* 23. Juli 1999) ist eine brasilianische Leichtathletin, die sich auf das Kugelstoßen spezialisiert hat.

## Sportliche Laufbahn
Erste internationale Erfahrungen sammelte Milena Sens im Jahr 2021, als sie bei den U23-Südamerikameisterschaften in Guayaquil mit einer Weite von 15,92 m die Silbermedaille im Kugelstoßen hinter ihrer Landsfrau Maria de Aviz gewann. Anschließend gewann sie bei den erstmals ausgetragenen Panamerikanischen Juniorenspielen in Cali mit 16,76 m die Bronzemedaille hinter der Dominikanerin Rosa Santana und ihrer Landsfrau Ana Caroline Silva. Im Jahr darauf sicherte sie sich bei den Hallensüdamerikameisterschaften in Cochabamba mit 16,59 m die Bronzemedaille hinter ihrer Landsfrau Lívia Avancini und Ivana Gallardo aus Chile. Im Juni belegte sie bei den Ibero-Amerikanischen Meisterschaften in La Nucia mit 15,81 m den siebten Platz und 2023 gelangte sie bei den World University Games in Chengdu mit 15,17 m auf den neunten Platz.

## Persönliche Bestleistungen
- Kugelstoßen: 16,76 m, 3. Dezember 2021 in Cali
  - Kugelstoßen (Halle): 16,59 m, 19. Februar 2022 in Cochabamba
- Diskuswurf: 44,49 m, 8. September 2018 in Caçador